# Badia de James
La badia de James (en anglès, James Bay i en francès, Baie James) és una gran massa d'aigua localitzada a l'extrem sud de la badia de Hudson al Canadà. Ambdues són considerades generalment part de l'oceà Atlàntic. Administrativament la badia de James forma part de les províncies del Quebec i Ontario, tot i que totes les illes de la badia, fins i tot la més gran, l'illa Akimiski, formen part del territori de Nunavut. A la seva conca hidrogràfica es localitzen diversos dels principals projectes hidroelèctrics canadencs, alhora que és una destinació recreativa molt popular. Diverses comunitats es troben a prop o al costat de la badia de James, inclòs un bon nombre de comunitats aborígens, com els Kashechewan i nou comunitats pertanyents al Gran Consell dels Crees del nord del Quebec.

## Geografia
La badia de James representa el límit sud de l'ecozona de l'arxipèlag àrtic marí, mentre les zones costaneres estan principalment incloses dins les ecozones de les Planes de Hudson i de l'escut de Taiga. La riba oriental de la badia forma el límit occidental de l'escut canadenc, al Quebec. Com a tal, el terreny és rocós i muntanyós, amb un bosc boreal. La costa occidental es caracteritza per grans terres baixes de tundra que són una extensió de les terres baixes de la badia de Hudson. La seva vegetació és principalment muskeg. Una gran part d'aquesta àrea forma part del Polar Bear Provincial Park.
Centenars de rius desemboquen a la badia de James. La majoria són molt amples i poc profunds en el curs baix, mentre en el curs alt són més estrets i escarpats, ja que discorre per l'escut canadenc.

## Història

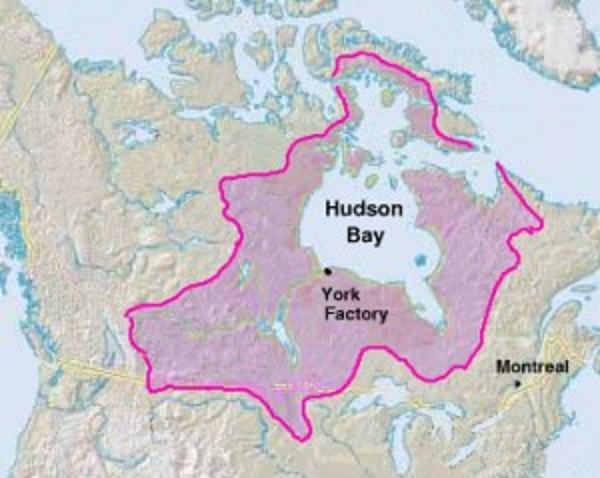
La Terra de Rupert.

La badia va atreure l'atenció dels europeus a principis del segle xvii. El 1610 Henry Hudson va partir d'Anglaterra en l'últim dels seus viatges a bord del Discovery a la recerca del Pas del Nord-oest, però acabaren a la badia que ara porta el seu nom, on va passar tres mesos explorant les illes i costes orientals. Creien que es trobaven al Pacífic, van navegar rumb sud fins a la badia de James, on al novembre quedaren atrapats pel gel. Després de passar un dur hivern a la zona el juny de 1611 una part de la tripulació s'amotinà, quedant Hudson, el seu fill i altres set membres de la tripulació abandonats en un petit bot, sense que mai més se'n sabés res d'ells.
El també capità de vaixell anglès, Thomas James, amb el mateix propòsit de descobrir el pas del Nord-oest, va emprendre un viatge de dos anys el 1631 amb un sol vaixell, l'Henrietta Maria. James va explorar la badia de Hudson i l'1 de setembre de 1631 es va internar a la part meridional de la badia, que en honor seu ara porta el seu nom. Va passar aquell hivern a l'illa Charlton, abans de continuar el seu viatge per l'oceà Àrtic l'estiu de 1632. Les experiències del viatge van ser publicades el 1633, en un llibre anomenat "The Strange and Dangerous Voyage of Captaine Thomas James (L'estrany i perillós viatge del Capità Thomas James).
Posteriorment Pierre-Esprit Radisson i Médard des Groseilliers, exploradors i comerciants de pells, van convèncer la Corona anglesa que una empresa colonial al nord del Canadà produiria abundants riqueses en minerals i pells. El juny de 1668 van salpar d'Anglaterra a bord de dos vaixells mercants, l'Eaglet i el Nonsuch, amb els quals van penetrar a la badia de Hudson. D'aquesta manera van descobrir una ruta més curta que eliminava la necessitat de penetrar pel riu Sant Llorenç, controlat pels francesos. Només el Nonsuch, capitanejat per Zachariah Gillam, va arribar a la badia amb Des Groseilliers a bord, atès que l'Eaglet va patir danys durant una tempesta i va haver de tornar a Anglaterra amb Radisson. Des Groseilliers i Gillam van crear conjuntament el primer centre comercial de pells a la badia de James, l'assentament de Fort Rupert, a la desembocadura del riu Rupert.
L'expedició va ser un èxit rotund, ja que va conduir a la fundació el 1670, per part dels anglesos, de la Companyia de la Badia de Hudson (Hudson s Bay Company, HBC), que els va atorgar el monopoli comercial complet de tots els rius de la conca de la badia de Hudson (incloent la badia James). Alhora es va formar la primera colònia anglesa en el que avui és territori continental del Canadà, Terra de Rupert, amb capital a Fort Rupert.
La badia de James va ser l'origen de l'expansió britànica al Canadà, centrada en el creixement de la Companyia de la Badia de Hudson. La importància de la captura de pells va continuar a la regió, però en general la costa oriental de la badia de James era massa accessible pels francesos i comerciants independents del sud, per la qual cosa l'interès de la Companyia de la Badia de Hudson es va anar desplaçat cap a l'interior i la costa occidental de la badia de James i de Hudson. La badia de James va seguir sent la porta d'entrada per a futurs pobladors dels assentaments britànics de l'interior, cap a Manitoba i les muntanyes Rocoses.

## Població
Les ribes de la badia de James estan escassament poblades. A la costa occidental de la badia, al Quebec, hi ha quatre comunitats costaneres pertanyents als crees, el poble aborigen de la regió; mentre a la costa oest, Ontario, hi ha cinc comunitats costaneres més.

## Desenvolupament econòmic
Des de 1971 el Govern del Quebec ha aixecat grans preses als rius de la conca de la badia James, en particular als rius La Grande i Eastmain. Construït entre 1974 i 1996, el projecte de la badia de James té una capacitat de generació combinada de 16.021 MW i produeix prop de 83.000.000.000 kWh d'electricitat cada any, al voltant de la meitat del consum del Quebec. L'energia també s'exporta a àmplies zones de l'estat de Nova York, mitjançant una gran línia d'alta tensió que connecta amb la xarxa dels Estats Units. El Projecte de la badia de James continua en expansió, amb una nova fase que implica la desviació del riu Rupert, iniciada el 2007.

### Turisme
Molts dels rius que desemboquen a la badia són destinacions populars per a la pràctica del piragüisme.